# Bobitz
Bobitz è un comune di 2.646 abitanti del Meclemburgo-Pomerania Anteriore, in Germania.
Appartiene al circondario (Kreis) del Meclemburgo Nordoccidentale (targa NWM) ed è parte della comunità amministrativa (Amt) di Dorf Mecklenburg-Bad Kleinen.